# Piney Point Village
Piney Point Village est une ville située au centre du comté de Harris  au Texas, aux États-Unis,.

## Démographie
Lors du recensement de 2010, la ville comptait une population de 3 125 habitants. Elle est estimée, en 2016, à 3 391 habitants.

### Source de la traduction
- (en) Cet article est partiellement ou en totalité issu de l’article de Wikipédia en anglais intitulé « Piney Point Village, Texas » (voir la liste des auteurs).